# 佐伯チズ
佐伯 チズ（さえき ちず、1943年〈昭和18年〉6月23日 - 2020年〈令和2年〉6月5日）は、株式会社チズコーポレーション創業者。美容師、美容・生活アドバイザー。満洲国・新京（現中華人民共和国・長春）生まれ。
外資系化粧品会社の定年退職を経て執筆活動に入り、雑誌、テレビ、各種講演などで美容・生活アドバイザーとして活動。2012年から成安造形大学の客員教授も務めた。

## 来歴
第二次世界大戦中の満洲国で生まれ、終戦前に日本へ帰国、滋賀県の親戚のもとに預けられ、オードリー・ヘプバーンへの羨望から15歳で美容に目覚める。1962年、成安女子高等学校（現在の京都産業大学附属高等学校）卒業後、OLとして働いていたが、20歳のときに牛山美容文化学園（現ハリウッド美容専門学校）に入学し、美容師免許を取得。美容室で働いた後、1967年にプラネタリウム製造技師と結婚し、当時、日本初の直営サロンを作ろうとしていたゲランに入社。1982年にパルファン・クリスチャン・ディオールのインターナショナルトレーニングマネージャーに就任。1984年夫と死別。
2003年に定年退職した後、「アトリエ・サエキ144」を主宰、エステティックサロン「サロン・ドール・マ・ボーテ」を開業する。2004年、東京・代々木で総合美容施設「ビューティータワー」をプロデュース、現役エステティシャンとして活動する一方、「美肌塾チャモロジースクール」を設立し、後進育成に力を注ぐ。
2007年には、アミューズとマネージメント契約を締結。
2008年にはエステティックサロン「サロン ドール マ・ボーテ」と佐伯式美肌塾「チャモロジースクール」が東京・銀座にてオープン。
2019年から右足に違和感を覚え、同年末には思うように動かすことができなくなる。2020年3月、筋萎縮性側索硬化症(ALS)に罹患していることを公表した。同年6月5日17時頃、同症状のため東京都内の自宅で死去。76歳没。
ALS発覚後は症状が早く進行する中、ムック「夢は薬 諦めは毒」の制作に注力していた。同書籍は遺言として残したいメッセージを33の言葉にまとめたもので、7月9日に宝島社より刊行。同書籍の冒頭では以下のように綴っている。

## 出版
- 『佐伯チズのスキンケア・メイク入門』（講談社）2003
- 『佐伯チズの頼るな化粧品! 顔を洗うのをおやめなさい!』講談社, 2003 講談社+α文庫、2006
- 『佐伯チズの「手のひら」スキンケア・メイク DVD版』講談社 2004
- 『美肌革命 お金をかけずにきれいになる』講談社, 2004
- 『佐伯チズメソッド肌の愛し方育て方 今までだれも言わなかったスキンケアの新提案50』講談社+α文庫　2005
- 『美肌手帖』（講談社）2005
- 『美肌塾』講談社, 2005
- 『美肌食』講談社, 2005
- 『佐伯チズメソッド艶つやメイク 「お手入れ」しながら「メイク」で美肌になる』講談社+α文庫 2005
- 『55歳からの美肌カウンセリング』(だいわ文庫)大和書房, 2006
- 『きれいになる「お取り寄せ」』(講談社+α文庫 2006
- 『35歳からの美肌カウンセリング』(だいわ文庫) 2006
- 『美肌の花道 佐伯チズでございます! 肌づくり絵本』アバウト白浜 絵. 講談社, 2006.
- 『25歳からの美肌カウンセリング』 (だいわ文庫) 2006
- 『45歳からの美肌カウンセリング』(だいわ文庫) 2006
- 『願えば、かなう。』講談社, 2006
- 『佐伯チズの美肌カルテ 4(乾燥・たるみ・加齢) 』(だいわ文庫) 2007
- 『佐伯チズの美肌カルテ 1(ニキビ・吹き出物・毛穴)』 (だいわ文庫) 2007
- 『佐伯チズの美肌カルテ 2(赤み・紫外線シミ・塩害)』 (だいわ文庫) 2007
- 『美肌＆ダイエット 実践手帖2007』（講談社）2007
- 『美肌生活 3日で変わる佐伯式肌の愛し方育て方』講談社, 2007
- 『ひとり涙の法則夢追いの法則』大和書房, 2007
- 『佐伯チズメソッド知的肌づくり 今さらだれにも聞けないスキンケアとメイクの基本』講談社+α文庫 2007
- 『佐伯チズの美肌カルテ 3(シミ・シワ・煙害(タバコ))』 (だいわ文庫) 2007
- 『新美肌革命 大人の女性の「素肌」と「心」の磨き方』講談社, 2007
- 『20歳からの美肌ダイエットプログラム (だいわ文庫) 2008
- 『1日3分!佐伯チズの絶対きれい 「ニキビ・毛穴」スッキリ!』大和書房, 2008.4
- 『30歳からの美肌ダイエットプログラム (だいわ文庫) 2008.5
- 『佐伯チズの美生活革命 シンプルきれい100の知恵』大和書房, 2008
- 『佐伯チズの完全美肌バイブル』(日経BPムック) 日経ヘルス編. 日経BP社, 2008　講談社文庫、2016
- 『キレイの躾』世界文化社, 2009
- 『佐伯チズ式究極の「肌診断」 だれでも〈美人肌〉に変わる』世界文化社, 2010.
- 『佐伯チズ人生の歩き方』日本放送出版協会, 2010
- 『佐伯チズの和美人の本』東京書籍, 2010
- 『佐伯チズ式美肌バイブル 完全版』講談社, 2011
- 『佐伯チズの美顔塾。 あなたの肌が生まれ変わります 保存版』マガジンハウス, 2011
- 『佐伯チズの完全美肌塾 一生役立つ佐伯式スキンケア この1冊であなたも肌に自信が!』 (日経BPムック) 日経ヘルス 編. 日経BP社, 2012
- 『女の人生は45歳から! 佐伯チズの幸福論』講談社+α文庫 2012
- 『佐伯チズ、美の流儀 肌、人生、仕事についての129のレッスン』講談社, 2013
- 『今日の私がいちばんキレイ 佐伯流人生の終いじたく』幻冬舎, 2015
- 『まけないで 女は立ち上がるたびキレイになる』講談社, 2017
- 『まんがでわかる美肌革命』迫ミサキ まんが. 宝島社, 2019

### DVD
- 佐伯チズDVD 美肌の作法 〜身につけよう！一生モノの習慣〜（アミューズソフトエンタテイメント）

## 出演

### テレビ
- ビューティースマイルレッスン （2007年 - 2008年 TBS）レギュラー出演。
- 2時っチャオ! （2008年 TBS）
- レディス4 （2008年 テレビ東京）
- おしゃれ工房 （2008年 NHK教育）
- スパイスTV どーも☆キニナル! （2008年 フジテレビ）
- 秘密のケンミンSHOW （2008年 - 2009年 読売テレビ）
- 全国一斉!日本人テスト （2008年 フジテレビ）
- 新トーキョー人の選択 （2009年 NHK）
- BeauTV （2009年 テレビ朝日）
- saku saku （2009年 テレビ神奈川）
- 王様のブランチ （2009年 TBS）
- おもいッきりDON! （2009年 日本テレビ）
- 食彩の王国 （2009年 テレビ朝日）
- ザ・ベストハウス123 （2009年 フジテレビ）
- ゴゴスマ -GO GO!Smile!-（CBCテレビ）
- スイッチ!（東海テレビ）
- いっぷく!（TBS）
- 知りたがり!（2010年4月 - フジテレビ）知りたがりすと不定期出演。
- ちちんぷいぷい（2010年 - 2019年3月 毎日放送）不定期出演（隔週、金曜→水曜→火曜→水曜）
- クイズプレゼンバラエティー Qさま!!（2012年10月29日 テレビ朝日）
- 東海北陸フレッシュ便 さらさらサラダ（2018年3月14日 - NHK名古屋）

ほか

### CM
- 明治乳業／「明治ブルガリアヨーグルト」・「明治美しいあしたヨーグルト」
- EPSON／「カラリオ」
- サンスター／「Ora2」
- ユニリーバ・ジャパン／「Dove」

### ラジオ
- アンチエイジング宣言 （2008年 ラジオ大阪）レギュラー出演。
- 佐伯チズのお話ししましょ（2009年 ラジオ大阪）レギュラー出演。
- 佐伯チズ 佐伯式エール（2009年 NACK5）レギュラー出演。
- わが人生に乾杯! （2009年2月12日 NHKラジオ第1放送）
- クチ×コミ （2009年 RKBラジオ）
- PARADISO （2009年 J-WAVE)

### ゲーム
- 佐伯チズ式 夢美肌 〜Dream Skincare〜（2007年10月18日、コナミデジタルエンタテインメント、ニンテンドーDS用ソフト）監修[13]